# Robbie Robertson
James Royal Robertson, més conegut com a Robbie Robertson   (Toronto, 5 de juliol de 1943 - Los Angeles, 9 d'agost de 2023), va ser un músic, compositor, actor i productor, cèlebre pel seu treball com a guitarrista i principal compositor del grup de rock The Band i per la seva carrera en solitari. El seu treball amb The Band, que abasta des dels llançaments de Music from Big Pink (1968) fins The Last Waltz (1978), ha estat clau en l'evolució del gènere música americana i li va servir per formar part del Saló de la Fama del Rock and Roll i del Saló de la Fama Musical del Canadà.
Robertson era principalment reconegut com a productor cinematogràfic, pel seu treball al costat de Martin Scorsese, supervisant i produint la música de projectes del cineasta a Toro salvatge, The King of Comedy, El color dels diners, Gangs of New York, Shutter Island, The Departed i Silence. També va desenvolupar una carrera musical en solitari que abastava sis àlbums d'estudi, des de Robbie Robertson (1987) fins al més recent, Sinematic (2019).
El 27 de maig de 2011, Robertson va ser condecorat amb l'Ordre del Canadà, la condecoració civil canadenca de major rang, pel Governador General David Lloyd Johnston.

## Biografia

### Primers anys i orígens musicals (1943–1959)
James Royal Robertson va néixer a Toronto, Canadà el 5 de juliol de 1943. Va ser fill únic de Rose Marie Chrysler, dona d'ascendència mohawk que va créixer dins la reserva Six Nations al nord del Llac Erie. A l'inici de la Segona Guerra Mundial, Chrysler es va traslladar a viure amb una tia a Toronto. El pare biològic de Robbie va ser Alexander David Klegerman, un jugador professional d'ascendència jueva que va ser assassinat mentre canviava un pneumàtic a l'autopista Queen Elizabeth Way, entre Toronto i Niagara Falls. La seva mare es va casar temps després amb James Patrick Robertson, de qui Robbie va prendre el cognom.
Al mateix temps, Robertson també va començar a tocar en grups musicals. El 1957 va formar part, al costat del seu amic Pete Traynor, del grup Robbie and the Rhytm Chords, el qual va rebatejar Robbie and the Robots després de veure la pel·lícula Planeta prohibit. Traynor va personalitzar la guitarra de Robertson afegint-li antenes i cables per donar-li una aparença espacial. Després de Robbie and The Robots, Robertson va tocar amb Little Caesar and the Consuls, així com amb The Suedes, un grup liderat per Traynor que va incloure també a Scott Cushnie al piano.
Després d'abandonar els estudis obligatoris, Robertson va aconseguir fer-se un lloc a l'escena musical local al costat de The Suedes i va començar a compondre les seves primeres cançons. Una nit van actuar al Dixie Arena de Toronto com a teloners de The Hawks, un grup de rockabilly liderat pel cantant Ronnie Hawkins, dels quals Robertson va comentar: «Tocaven el rock and roll més ràpid i violent que mai havia escoltat fins llavors. Era excitant. Els solos podien ser realment sorollosos, Ronnie obstaculitzava i aullaba, després es relaxava, i després tornava a elevar la veu». Durant els següents mesos, Hawkins va començar a recórrer a Robertson per fer els encàrrecs del grup, fins que finalment va fer una audició i va ser contractat. Segons va comentar el bateria Levon Helm: «Una tarda vaig entrar al club i Robbie estava tocant per Ronnie un parell de cançons que havia escrit. Aquella nit Ronnie em va dir: "Fill, coneixes a aquest noi que ha vingut a passar l'estona? Té tant talent que em posa malalt. Potser l'hauríem d'agafar"».

### Amb Ronnie Hawkins (1960–1964)

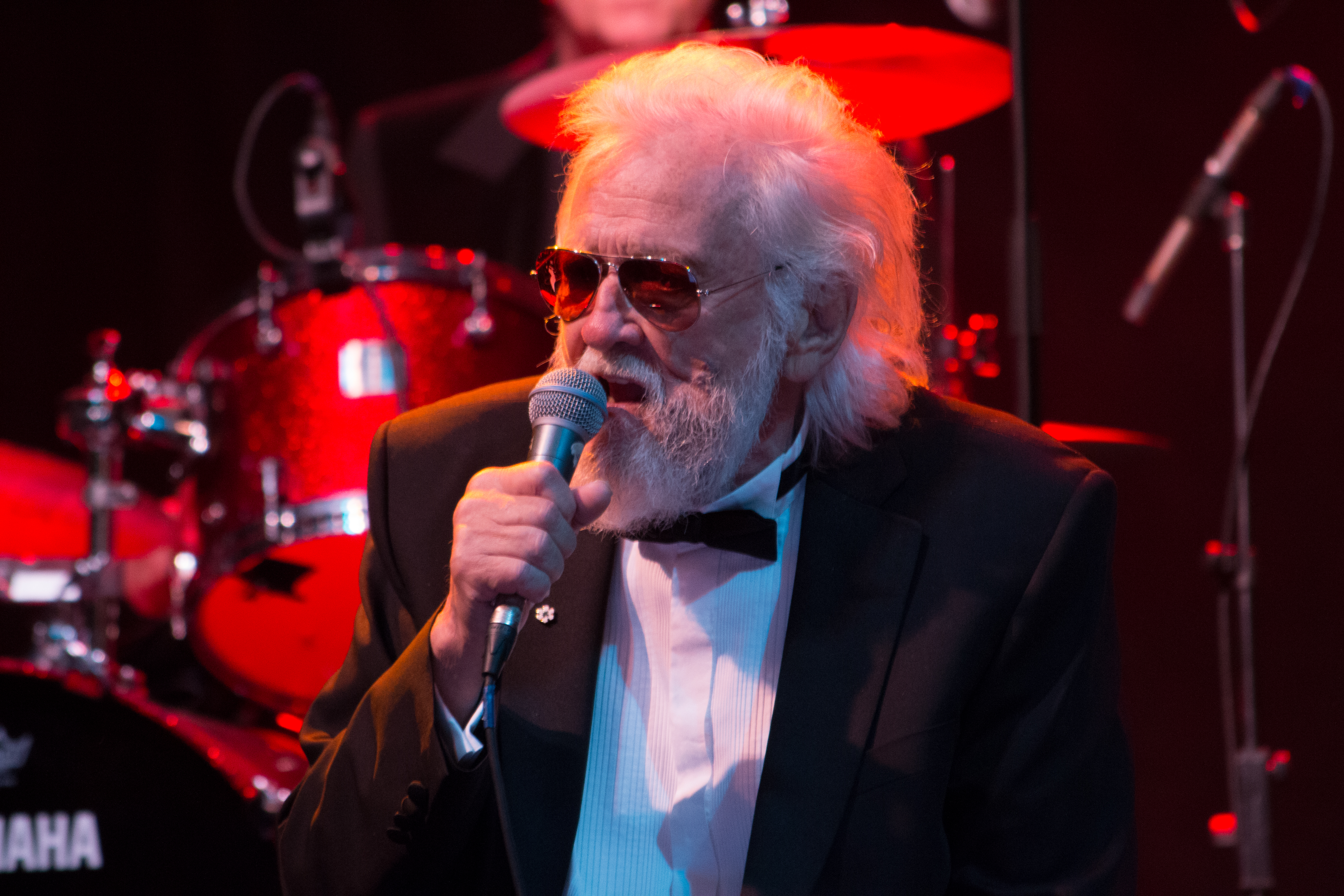
Ronnie Hawkins va contractar a Robertson com a membre de The Hawks el 1960.

Durant una gira per Arkansas, Ronnie Hawkins va decidir contractar a Scot Cushnie (company de Robertson a The Suedes), com a pianista. Quan el baixista de The Hawks va abandonar el grup el 1960, Cushnie va recomanar a Robertson per suplir la seva absència. Al cap de poc, amb la marxa del guitarrista Fred Carter Jr., Robertson va passar a tocar la guitarra i va començar a entaular una estreta amistat amb el bateria Levon Helm.

### Amb Levon and The Hawks (1964–1965)
Després de la sortida de Hawkins, el grup va contractar a l'agent Harold Kudlets com a representant, qui els va aconseguir concerts durant un any al mateix circuit de clubs on ja tocaven. Amb el nom de The Levon Helm Sextet, el grup va incloure el saxofonista Jerry Penfound i el vocalista Bob Bruno a la futura formació de The Band. Al maig de 1964, Bruno va abandonar el grup, que va passar a anomenar-se Levon and The Hawks. I malgrat la marxa de Penfound un any més tard, Kudlets va aconseguir actuacions al club nocturn Tony Mart de Somers Point (Nova Jersey), on tocaven sis nits a la setmana al costat de músics com Conway Twitty.
Durant els seus concerts a Toronto, van entaular amistat amb el músic John P. Hammond i van participar en l'enregistrament del seu àlbum So Many Roads.. De forma paral·lela, el grup va començar a tocar al club The Peppermint Lounge de Nova York. Al març de 1965, i amb el nom de The Canadian Squires, van gravar «Uh Uh Uh» i «Leave Me Alone», dues cançons compostes per Robertson i publicades com a senzills per Apex Records als Estats Units i per Ware Records al Canadà. Com a Levon and The Hawks, el grup també va gravar per Atco Records les cançons «The Stones That I Throw», «Go, Go, Liza Jane» i «He Don't Love You», també compostes per Robertson.

### Amb Bob Dylan (1965–1967)

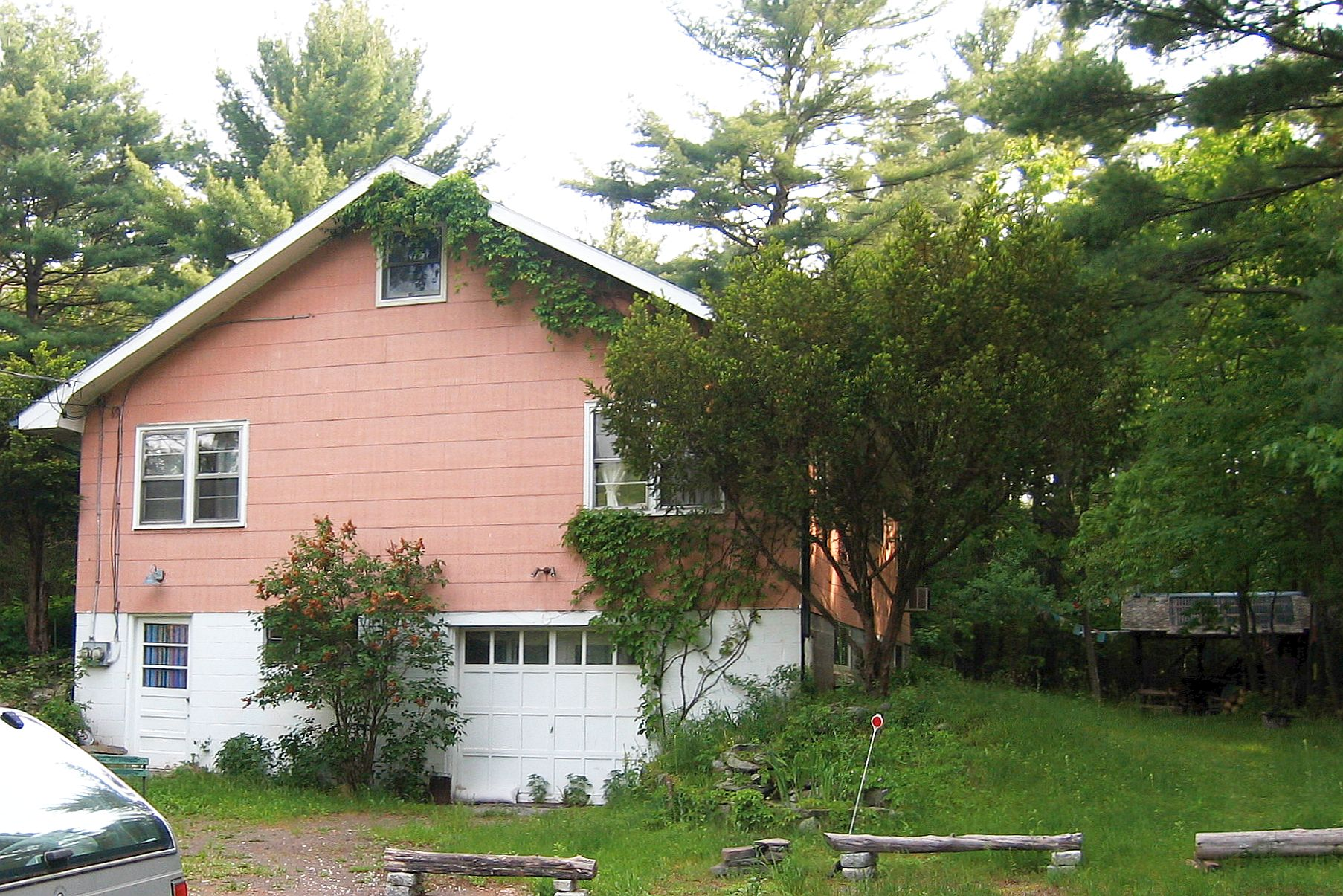
«Big Pink» era la casa on The Band van gravar The Basement Tapes amb Bob Dylan i on van compondre el seu àlbum debut, Music from Big Pink.

L'agost de 1965, durant l'estada de Levon and The Hawks al Tony Mart de Nova Jersey, Robertson va rebre una trucada d'Albert Grossman convidant-lo a reunir-se amb Bob Dylan. El grup havia estat recomanat a Grossman per Mary Martin, una empleada seva oriünda de Toronto i amiga de Robertson.
Dylan va intentar contractar només a Robertson com a guitarrista del seu nou grup però Robertson va rebutjar l'oferta i només va accedir a tocar dos concerts amb Dylan, un al Forest Hills Tennis Stadium de Forest Hills el 28 d'agost i un altre al Hollywood Bowl de Los Angeles el 3 de setembre, si incorporava a Levon Helm com a bateria. Robertson i Helm van tocar com a músics de suport de Dylan al costat del baixista Harvey Brooks i el teclista Al Kooper en tots dos concerts, que van obtenir una reacció hostil del públic a causa de la nova predominança de cançons de rock en detriment de les cançons de tall folk. Al setembre, Dylan va acceptar contractar la resta de The Hawks com a grup de suport i va viatjar a Toronto per assajar amb ells.
El grup The Hawks va acompanyar Dylan en una gira pels Estats Units entre octubre i desembre de 1965 on cada concert era dividit en dues parts: una acústica, en què Dylan sortia sol, acompanyat d'una guitarra acústica i una harmònica, i una segona part elèctrica, amb la banda The Hawks. Aquesta darrera era generalment rebuda amb xiulades per part de seguidors de Dylan ja que el consideraven una figura prominent del folk nord-americà i percebien el seu gir cap al rock com una traïció musical. Robertson va comentar: «Allà on anàvem ens xiulaven. Era un procés molt interessant: arribar a una ciutat, muntar-ho tot i tocar. La gent et xiulava. Nosaltres ho recollíem tot i marxàvem a la següent ciutat. Tocàvem. Ens xiulaven. I així sempre». La pressió exercida pel públic va fer que Helm abandonés el grup i va ser substituït primer per Bobby Gregg i després per Sandy Konikoff.
The Hawks també va enregistrar amb Dylan a l'estudi el seu senzill «Can You Please Crawl Out Your Window?» el desembre de 1965, aprofitant dates sense concerts. Entre febrer i maig de 1966, Dylan va continuar la seva gira amb nous concerts per Europa i Austràlia en els quals la reacció del públic seguia sent hostil cap al set elèctric de The Hawks, la qual cosa va provocar la sortida de Konikoff del grup i el seu reemplaçament per Mickey Jones. La part europea de la gira va ser documentada pel cineasta D. A. Pennebaker al documental Eat the Document. Al febrer de 1966, Dylan va completar el seu següent àlbum, Blonde on Blonde, que va comptar amb la participació de Robertson sense la resta dels seus companys de The Hawks en una de les sessions.
El juliol de 1966, Dylan va patir un accident de moto que el va apartar dels escenaris, i va aprofitar per recloure's amb la seva família a Woodstock. Pocs mesos després, Dylan va convidar a The Hawks a Woodstock per treballar en noves cançons. Robertson va llogar una casa a l'àrea de Woodstock, on es va traslladar a viure amb la seva parella franc-canadenca Dominique Bourgeois. La resta dels seus companys de grup van llogar un xalet prop de West Saugerties que van sobrenomenar «Big Pink» pel color rosa de la seva façana.
Dylan i The Hawks van treballar junts a la casa Big Pink diàriament component i assajant noves cançons, moltes de les quals van ser enregistrades de manera improvisada amb un sol magnetòfon de doble bobina que Garth Hudson va instal·lar al soterrani, entre febrer i novembre de 1967, moment en el qual Helm va tornar a incorporar-se al grup. Malgrat la baixa qualitat de les cintes, el periodista musical Jann Wenner va publicar a Rolling Stone un article exhortant al fet que les cintes fossin publicades oficialment, la qual cosa va provocar que sortissin a Great White Wonder, el primer disc pirata de la història del rock. El 1975, Robertson va recopilar les cintes enrehistrades a Big Pink i va publicar diverses cançons a l'àlbum The Basement Tapes.

### Amb The Band (1968–1977)

#### Music from Big PinkiThe Band(1968–1969)

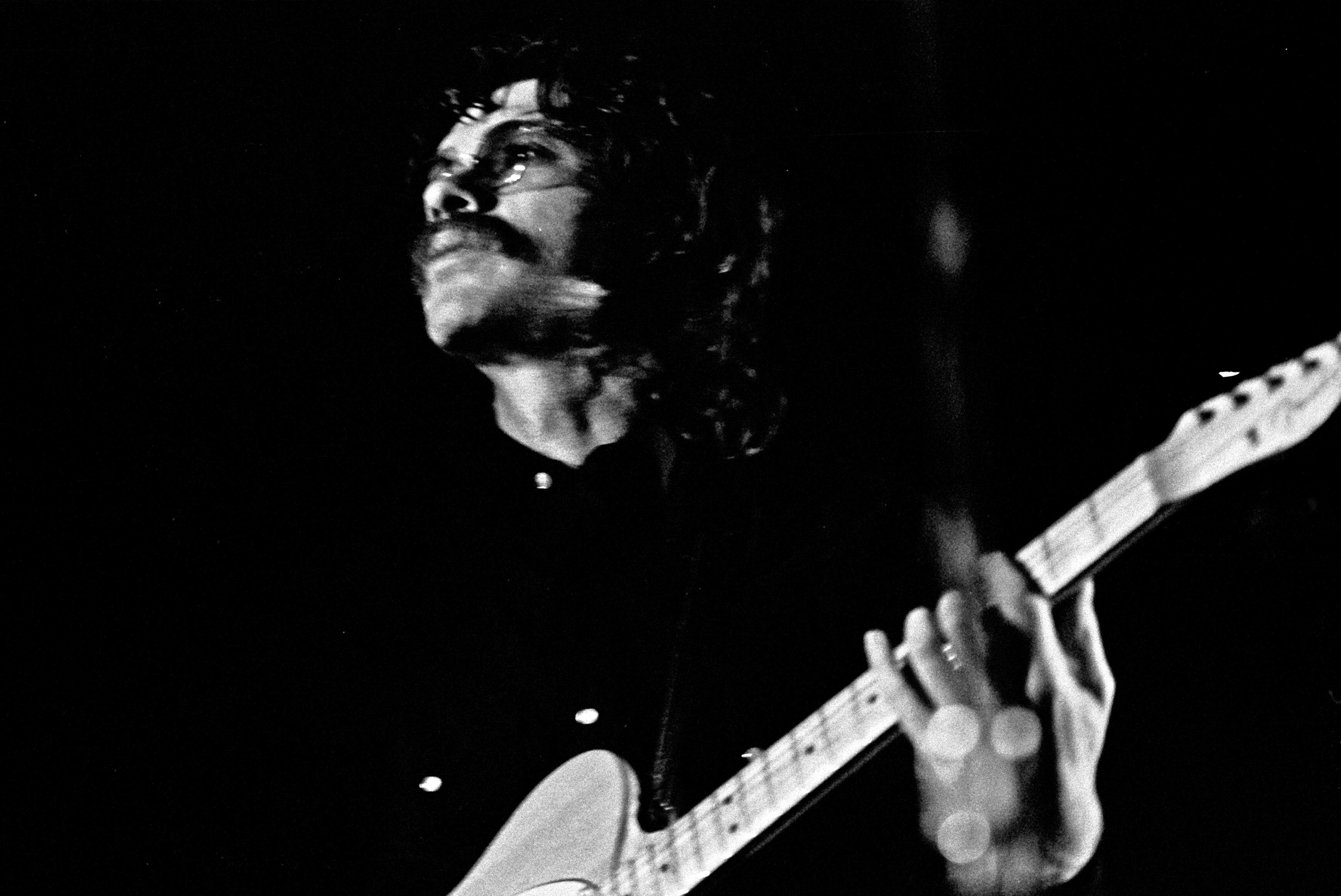
Robertson el 1971.

Durant l'enregistrament de The Basement Tapes, i amb Levon Helm de retorn a Woodstock, The Hawks va desenvolupar el seu propi so que va atreure l'atenció d'Albert Grossman, representant de Bob Dylan, qui es va encarregar d'assegurar-los un contracte discogràfic amb Capitol Records amb el nou nom de The Band. El grup va viatjar a Nova York per enregistrar el seu primer treball amb el productor John Simon, finalitzat uns mesos més tard a Los Angeles. L'àlbum resultant, Music from Big Pink, va incloure cançons compostes per Robertson com «The Weight» –influïda pels films Nazarín i Viridiana, de Luis Buñuel –, «Chest Fever», «Caledonia Mission» i «To Kingdom Come», així com altres temes en col·laboració amb els seus companys de grup. A més, Robertson va cantar en el tema «To Kingdom Come», la seva única aportació vocal a una cançó de The Band fins a l'aparició de «Knockin' Lost John» de l'àlbum Islands nou anys més tard.
Això va permetre a The Band enfocar-se en el seu treball d'estudi. A principis de 1969, el grup va llogar un xalet a Hollywood Hills i va convertir el menjador en un estudi, amb la finalitat de recrear l'atmosfera de club que havien gaudit a la Big Pink. L'àlbum resultant, The Band, va ser publicat el setembre de 1969 i va obtenir bones ressenyes de la premsa musical, així com un notable èxit comercial arribant al número 9 de la llista nord-americana Billboard 200. L'àlbum The Band, definit com un àlbum conceptual clau en la creació del gènere americana, va comptar amb més pes de Robertson en la composició, que va centrar la seva activitat a escriure cançons sobre episodis culturals i retrats tradicionalistes de la història dels Estats Units. Sobre aquest tema, «The Night They Drove Old Dixie Down» relata la història fictícia d'un confederat al final de la Guerra Civil Nord-americana en el marc d'una batalla real amb personatges històrics com els generals Robert I. Lee i George Stoneman.
Altres cançons de l'àlbum The Band també van rebre una significativa difusió a través d'emissores de ràdio. «Up on Cripple Creek» va aconseguir el número 25 de la llista nord-americana Billboard Hot 100, «Rag Mama Rag» va arribar al número setze del Regne Unit, la millor posició per a un senzill del grup al país britànic. El 2009, la Biblioteca del Congrés dels Estats Units va incloure l'àlbum en el seu Registre Nacional d'Enregistraments per a la seva preservació.
Durant l'enregistrament de The Band, el grup va començar a oferir els seus primers concerts en el Winterland Ballroom de Sant Francisco, participant també al Festival de Woodstock i al Festival de l'Illa de Wight. A més, al novembre van sortir al programa Ed Sullivan Show, en la primera de les seves dues úniques aparicions televisives, i dos mesos després es van convertir en el primer grup nord-americà de rock a aparèixer en la portada de la revista Time.

#### Stage Fright,CahootsiMoondog Matine(1970–1973)
A principis de 1970, The Band va llogar el teatre The Woodstock Playhouse de Woodstock amb la intenció d'enregistrar un àlbum en directe, però la negativa dels veïns va obligar el grup a usar el teatre com a estudi improvisat, sense la presència de públic, per a treballar en el seu següent àlbum. El resultat, Stage Fright, va ser enregistrat en dues setmanes amb la col·laboració de Todd Rundgren com a enginyer de so i es va convertir en l'àlbum més comercial del grup i estar catorze setmanes a la llista nord-americana Billboard 200, on va aconseguir el cinquè lloc. El mateix any, Robertson va produir el primer treball discogràfic de Jesse Winchaster i va compondre el tema «Snow» per a Winchester.
Stage Fright va significar el domini de Robertson com a principal compositor de The Band. La deterioració de Manuel per la seva drogoaddicció i l'aparent desinterès de Rick Danko i de Levon Helm pel grup van convertir a Robertson en líder de facto, un fet que va marcar l'inici d'una sèrie d'enfrontaments entre Robertson i Helm. Segons Helm, Robertson va actuar «amb autoritarisme i cobdícia» en autoacreditarse cançons que havien compost entre més membres del grup, i va criticar la seva actitud d'autoproclamarse líder del grup i de prendre decisions sense comptar amb l'opinió dels altres. Per la seva part, Robertson va argumentar que els seus esforços per controlar i guiar el grup es van prendre a causa del desgast físic i emocional que semblava imperar en els seus companys.
Malgrat els problemes interns, van treballar en un nou àlbum fent ús dels Bearsville Studios, construïts per Albert Grossman a Woodstock. L'enregistrament resultant, Cahoots, va ser publicat l'octubre de 1971 i va obtenir un relatiu èxit de vendes, inferior al del seu predecessor. Cahoots va comptar amb la col·laboració d'Allen Toussaint com a arranjadora de «Life is a Carnival», un tema que va incloure una secció de vents posteriorment incorporada al grup en concerts com The Last Waltz.
The Band va seguir oferint concerts entre 1970 i 1971 que van culminar amb una sèrie de recitals a l'Academy of Music de Nova York entre el 28 i el 31 de desembre de l'any 1971, publicats en l'àlbum doble Rock of Ages el 1972. Després, el grup va tornar a abandonar les gires durant un any i només va tornar als escenaris per participar en el Summer Jam at Watkins Glen al costat de The Allman Brothers Band i The Grateful Dead. L'octubre de 1973, The Band va publicar Moondog Matinee, un àlbum de versions de rock and roll, blues i R&B que va arribar al lloc número 28 de la llista Billboard 200. Durant el període d'enregistrament de Moondog Matinee, Robertson també va començar a treballar en Works, un ambiciós projecte personal encara inèdit, del qual només va publicar un vers a «Fallin Angels», un tema del seu primer àlbum en solitari, Robbie Robertson. A més, va col·laborar amb Ringo Starr tocant la guitarra en el tema «Sunshine Life for Me (Sail Away Raymond)», inclòs en l'àlbum Ringo. Un any després, va tornar a col·laborar amb Starr gravant «Snookeroo», inclosa en el seu àlbum Goodnight Vienna.

#### Reunió amb Bob Dylan (1974–1975)

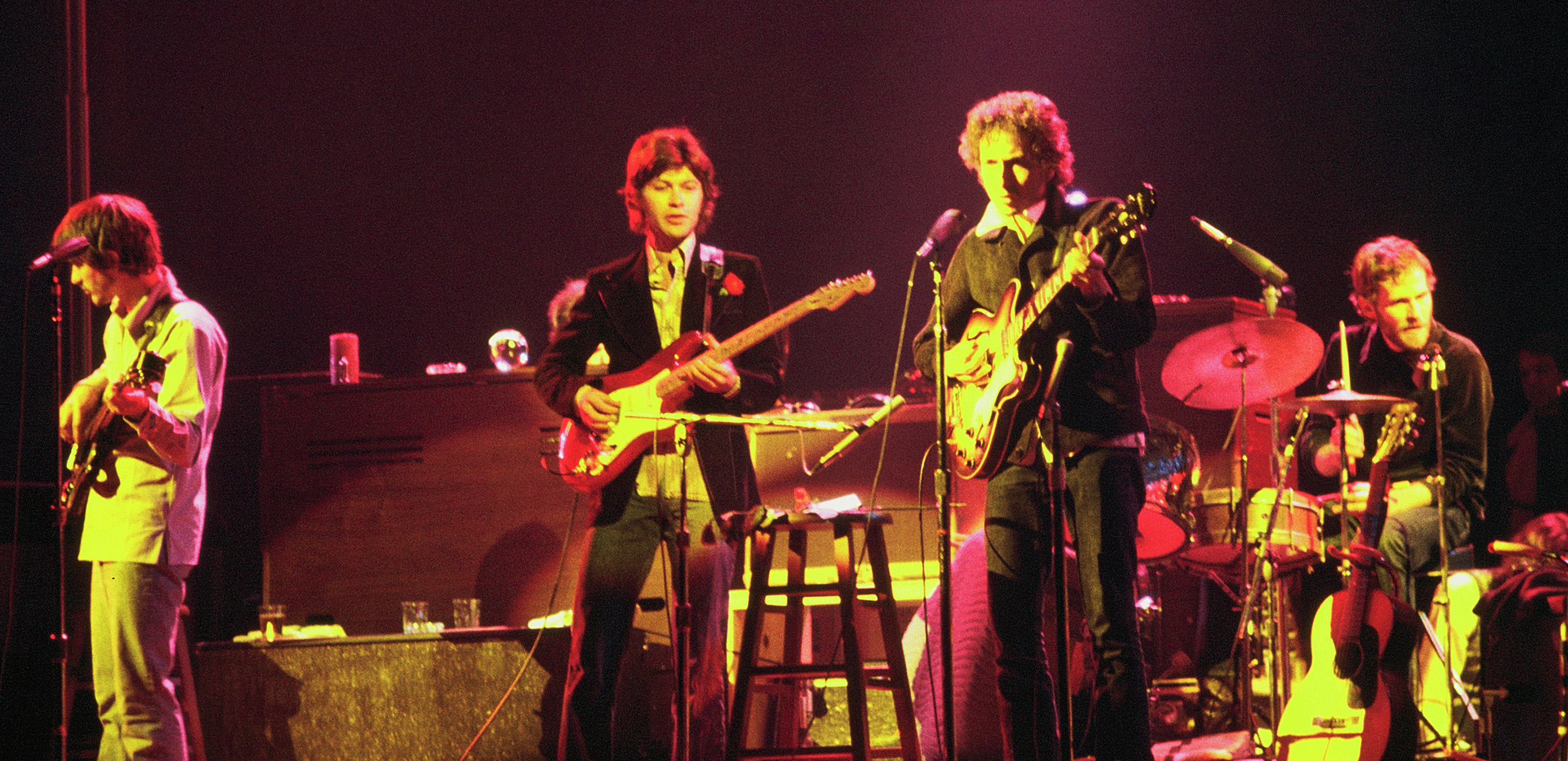
D'esquerra a dreta, Rick Danko, Robbie Robertson, Bob Dylan i Levon Helm en un concert ofert a Chicago durant la gira de 1974.

El juny de 1973, Robertson va deixar Woodstock i va traslladar la seva residència a Malibú, on va tornar a coincidir amb Bob Dylan. Poc després, la resta del grup el van seguir i van llogar diversos habitatges a Zuma Beach. La reunió amb Robertson a Malibú va permetre a Dylan treballar de nou amb The Band en els preparatius de la seva primera gira en vuit anys. La gira va començar a Chicago (Illinois) el 3 de gener de 1974 i va finalitzar a Inglewood (Califòrnia) el 14 de febrer. Els últims tres concerts en Inglewood van ser gravats i publicats en l'àlbum en directe Before the Flood, que va debutar en el número tres de la llista Billboard 200.
Robertson va llogar un ranxo prop de Zuma Beach anomenat Shangri-La, fet construir per l'actriu Margo Albert i lloc de filmació de la sèrie de televisió Mister Ed durant la dècada dels seixanta. Després d'adequar-ho com a estudi d'enregistrament, Shangri-La va demostrar ser un retorn a l'atmosfera de club que The Band havia gaudit a Big Pink, i durant la primavera de 1975 van començar a gravar Northern Lights – Southern Cross, el seu primer treball amb material original en quatre anys. L'àlbum, publicat el novembre de 1975, va tornar a incloure composicions de Robertson amb un important bagatge històric com «Acadian Driftwood», inspirada en el documental L'Acadie, l'Acadie sobre la deportació dels acadians durant la Guerra franc-índia.
El 1975, Robertson també va produir i va tocar la guitarra a l'àlbum debut de Hirth Martínez, i va oferir els estudis de Shangri-L a Eric Clapton perquè hi enregistrés l'àlbum No Reason to Cry, en què van col·laborar diversos membres de The Band. Al començament de 1976, també va convidar a Neil Diamond als estudis de Shangri-La per produir el seu treball Beautiful Noise, pel qual Robertson va co-escriure el tema «Dry Your Eyes» i va tocar la guitarra a «Lady-Oh» i «Jungletime».

#### The Last Waltz(1976–1978)

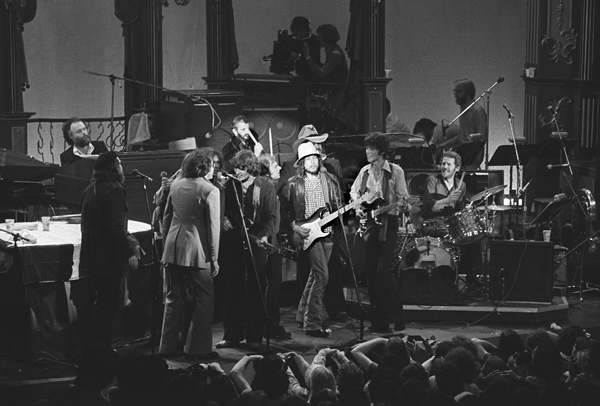
The Band i convidats tocant «I Shall Be Released» en el The Last Waltz.

The Band va tornar a oferir concerts el juny de 1976, un període en què diversos membres van començar a emprendre activitats en solitari: Levon Helm va construir el seu propi estudi a Woodstock, mentre que Rick Danko va signar un contracte en solitari amb Aresta Records. Durant la gira, Richard Manuel va patir un accident la qual cosa va obligar a cancel·lar la resta de concerts. Va ser en aquest període quan Robertson va proposar d'abandonar les gires. Segons Robertson, l'acord mutu del grup va ser el d'oferir un últim concert, emprendre diversos projectes en solitari i a la llarga reagrupar-se.
El promotor Bill Graham els va reservar el Winterland Ballroom pel Dia d'Acció de Gràcies de 1976. El concert va ser dissenyat com una gala que va incloure un sopar d'Acció de Gràcies servida al públic seguida d'un concert de The Band al costat de convidats com Ronnie Hawkins, Muddy Waters, Bob Dylan, Eric Clapton, Van Morrison, Neil Diamond, Joni Mitchell i Neil Young, entre d'altres. Amb el nom de The Last Waltz, Robertson va contractar el director de cinema Martin Scorsese per rodar tot el concert.
Per portar a terme el concert, Scorsese va elaborar un guió de 200 pàgines enumerant per columnes qui cantava cada part de cada cançó i els principals instruments de cada secció. A més, va contractar als càmeres Michael Chapman, László Kovács i Vilmos Zsigmond per rodar el concert en pel·lícula de 35 mm. John Simon, productor dels primers discs de The Band, va treballar com a director musical i va coordinar els assajos, mentre que Jonathan Taplin va ser productor executiu i Robertson va assumir el paper de productor del llargmetratge.
The Last Waltz va succeir finalment el 25 de novembre de 1976 amb uns 5.000 assistents. El concert va començar amb un sopar tradicional d'Acció de Gràcies amenitzada per la Berkeley Promenade Orchestra i seguida pel concert de The Band, que va finalitzar cinc hores més tard amb un bis de «Don't Do It». Després del concert, Scorsese va començar a editar més de 400 rotllos de material venuts a United Artists.
Scorsese va gravar a The Band en un estudi de MGM tocant «Evangeline» amb la cantant de country Emmylou Harris i «The Weight» amb el grup de soul The Staple Singers, així com diverses entrevistes amb diversos membres del grup. Després d'any i mig de treball, Warner Bros. Records va publicar la banda sonora de The Last Waltz a l'abril de 1978, dues setmanes abans de l'estrena del documental als teatres.
Amb el temps, The Last Waltz ha estat destacat com a pioner en la història dels documentals de rock i ha influït en la realització de subsegüents films com a Stop Making Sense de Talking Heads i Rattle and Hum d'U2.

### Després de The Band (1978–1989)

#### Carnyi primeres col·laboracions amb Martin Scorsese (1978–1986)
Després de l'estrena de The Last Waltz, la MGM va veure Robertson com un potencial actor i el va dotar d'una oficina. Durant aquest temps, Hayy Ulfand, agent de Martin Scorsese, també contacta amb Robertson amb la idea de produir Carny, una pel·lícula sobre fires itinerants, on el músic havia treballat durant la seva infància. Encara que la idea original era que Robertson en fos el productor, va acabar exercint el paper d'actor al costat de Gary Busey i Jodie Foster. A més, Robertson va compondre al costat d'Alex North música cinematogràfica per a la seva banda sonora.
El 1983, Robertson va tornar a treballar amb Scorsese pel film El rei de la comèdia, en el qual figura com a productor musical. Va contribuir a la banda sonora amb una composició, «Between Trains», escrita com a tribut a Dan Johnson, un assistent de Scorsese mort poc abans. Un any més tard, va coproduir el tema «The Best of Everything» per a l'àlbum de Tom Petty and the Heartbreakers Southern Accents, on va tornar a coincidir amb Hudson i Manuel.
Al juny de 1986, Robertson i Scorsese van tornar a treballar junts a la pel·lícula El color dels diners. A més de supervisar el contingut musical del llargmetratge, Robertson va compondre la música amb l'orquestració del compositor de jazz Gil Evans. La banda sonora també va incloure «It's in the Way That You Use It», un tema que Robertson va escriure amb Eric Clapton i que va arribar al primer lloc de la llista nord-americana Mainstream Rock Songs. El mateix any, va tocar a l'àlbum Reconciled de The Call i va treballar com a consultor creatiu de Hail! Hail! Rock 'n' Roll, una pel·lícula homenatge a Chuck Berry.

#### Robbie RobertsoniStoryville(1987-1991)

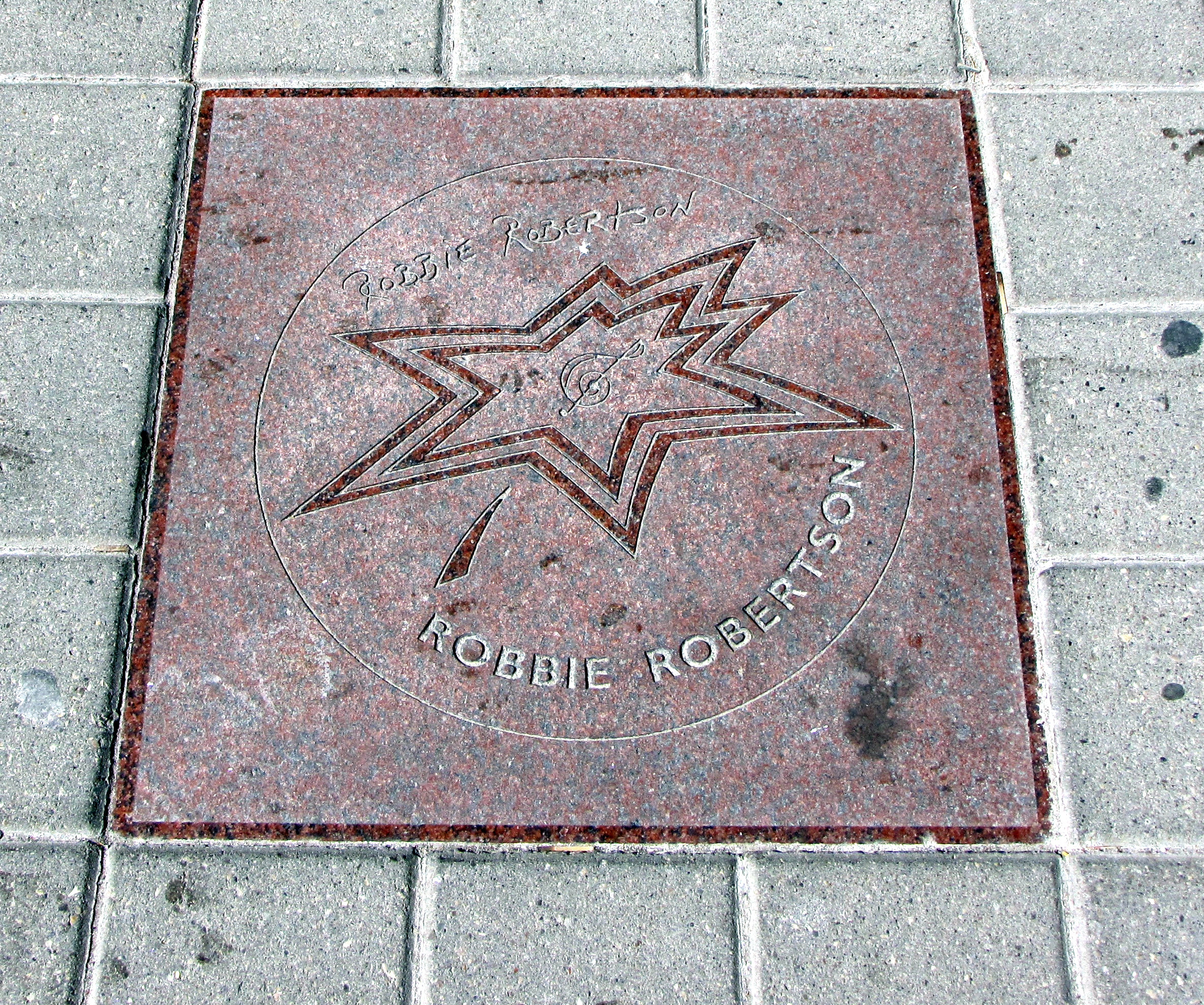
Estrella de Robbie Robertson al Passeig de la Fama de Canadà.

Robertson va començar a treballar en el seu primer disc en solitari el juliol de 1986, després de signar un contracte amb Geffen Records. Per al seu enregistrament, va escollir a Daniel Lanois com a productor, amb qui havia treballat a The Village Recorder de Los Angeles. L'enregistrament va ser completat amb sessions a Bearsville Studios, prop de Nova York, i a Dublín, Irlanda, on va col·laborar amb U2 i Peter Gabriel i amb la col·laboració d'artistes com The Bodeans i Maria McKee, així com de Garth Hudson i Rick Danko, excompanys de The Band.
Publicat l'octubre de 1987, l'àlbum Robbie Robertson va incloure un so allunyat dels estàndards de The Band, i va obtenir un moderat èxit comercial en aconseguir el lloc núm. 35 de la llista nord-americana Billboard 200 i el 23 de la britànica UK Albums Chart. A més, va tenir bones crítiques de la premsa musical que el situaven entre els deu millors àlbums de l'any en l'especial The Critic's Choice de la revista Billboard i en figurar en el lloc 77 de la llista dels cent millors àlbums de la dècada de 1980, elaborada per Rolling Stone. L'àlbum va ser nominat al Premi Grammy en la categoria de millor interpretació vocal de rock masculina i va rebre el certificat de disc d'or als Estats Units en superar el mig milió de còpies venudes al país. Al Canadà, l'àlbum Robbie Robertson va guanyar el premi Juno al disc de l'any, millor vocalista de l'any i productor de l'any en la cerimònia de 1989.
El 1989, va contribuir a la banda sonora del film Scrooged amb una nova versió del tema de The Band «Christmas Must Be Tonight», i va coescriure el tema «Nobody's Child» per a l'àlbum homònim de Maria McKee. El mateix any, The Band va ingressar al Saló de la Fama de la Música Canadenca, on Robertson es va reunir amb els seus excompanys sobre un escenari (excepte Helm) per tocar «The Weight».
El seu segon treball en solitari, Storyville, va ser publicat al setembre de 1991. Atret per Nova Orleans des de la seva infantesa, Robertson es va traslladar a la ciutat per col·laborar amb nadius de la vila com Aaron i Ivan Neville i The Rebirth Brass Band amb l'objectiu d'entregistrar un àlbum conceptual amb relats sobre el districte Storyville de la ciutat. A més, va tornar a comptar amb la col·laboració de Hudson i Manuel, excompanys de The Band. Malgrat les crítiques favorables, Storyville va obtenir relatiu èxit comercial inferior al seu predecessor i només va arribar al lloc 69 de la llista Billboard 200. Dos senzills, «What About Now» i «Go Back to Your Woods», van aconseguir els llocs 15 i 32 respectivament de la llista Mainstream Rock Tracks. L'àlbum va ser nominat a dos premis Grammy en les categories de millor interpretació vocal de rock masculina i millor arranjament per a àlbum no clàssic.

#### Music for the Native AmericansiRedboy(1992–1998)

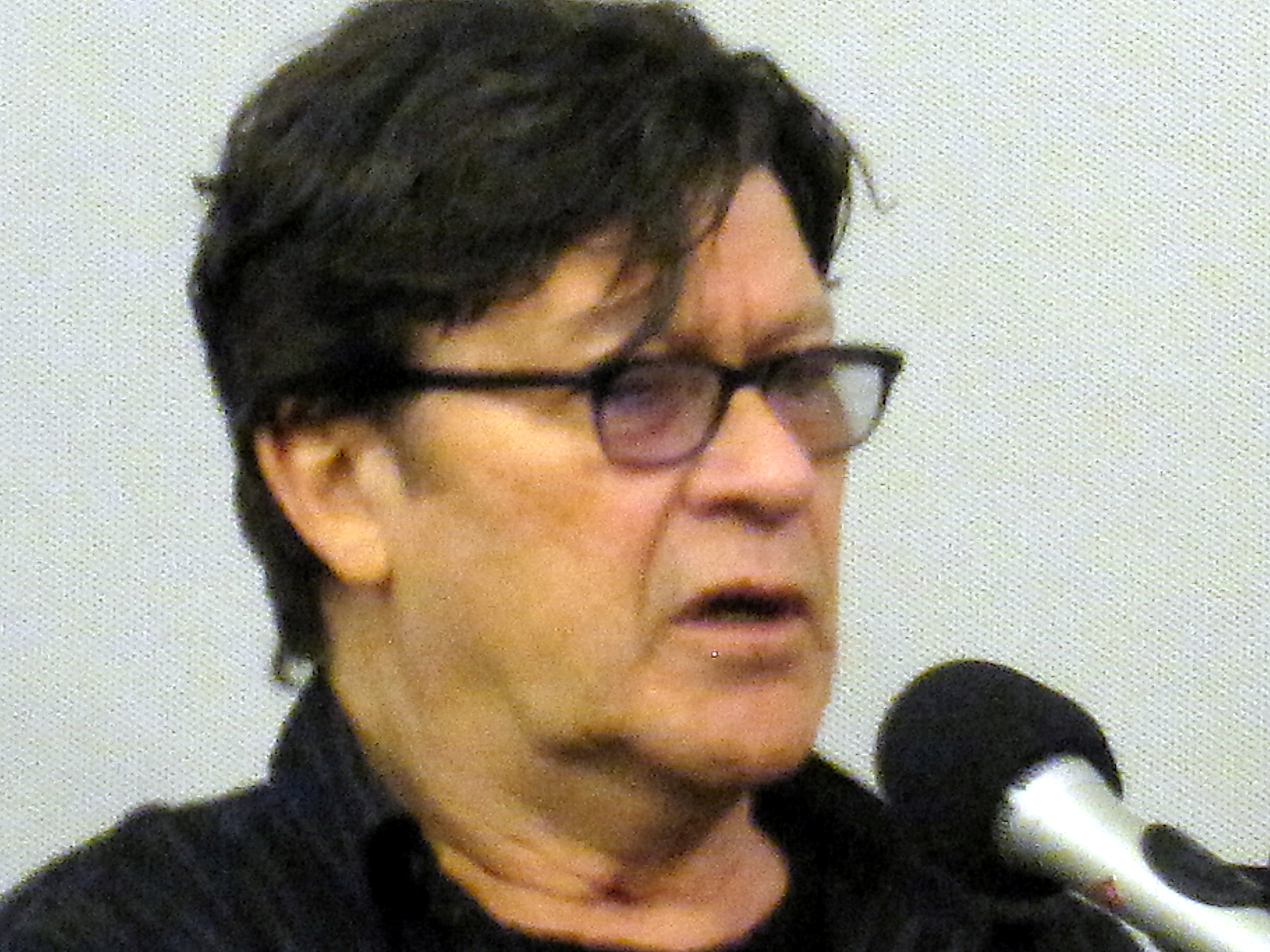
Robertson durant una entrevista de ràdio al març de 2011.

El 1994, Robertson va tornar a les seves arrels natives i va formar el grup Read Road Ensemble per gravar Music for the Native Americans, una col·lecció de cançons que va acompanyar una sèrie documental emès en la PBS. Igual que els temes «The Night They Drove Old Dixie Down» i «Acadian Driftwood», diverses cançons de Music for the Native Americans relaten històries dels nadius americans, tals com «Ghost Dance», en la qual relata la massacre de Wounded Knee i la quasi extinció del búfal als Estats Units. Amb el llançament de Music for the Native Americans, Robertson va ser guardonat amb el premi Juno com a productor de l'any.
L'any 1995 va tornar a treballar d'assessor musical de la pel·lícula Casino amb Martin Scorsese, i va reprendre la seva carrera d'actor treballant amb Jack Nicholson i Anjelica Huston en la pel·lícula The Crossing Guard. Un any després, va exercir com a productor executiu en la banda sonora de Phenomenon, en la qual va suggerir a Eric Clapton que gravés la cançó «Change the World», guanyadora del Grammy a la cançó de l'any el 1997. El mateix any, Robertson va ser guardonat amb el premi a tota una carrera professional per l'Acadèmia Nacional de Compositors dels Estats Units.
En el seu següent treball, Contact from the Underworld of Redboy, publicat el març de 1998, Robertson va abandonar el seu estil musical habitual per experimentar amb elements de la música nativa, el rock i la música electrònica. Amb aquest fi, va treballar amb músics i productors com Howie B, DJ Premier i Marius De Vries. L'àlbum va incloure una entrevista amb l'activista lakota Leonard Peltier des de la presó com a fons de la cançó «Sacrifice» i va obtenir crítiques favorables. L'àlbum va ser guardonat amb el premi Juno al millor enregistrament de música aborigen canadenc. El mateix any, la PBS va estrenar Making a Noise: A Native American Journey, un documental sobre la reserva Six Nations que va comptar amb la participació de Robertson.
Un any després, el canal VH1 va estrenar el documental Behind the Music: Robbie Robertson, sobre la dissolució de The Band, la seva carrera en solitari i les seves arrels natives americanes, i posteriorment va actuar com a narrador del documental de David Douglas Wolves. A més, va contribuir musicalment a la pel·lícula d'Oliver Stone Any Given Sunday.

#### How to Become ClairvoyantiSinematic(de 2000 d'ara endavant)
El 2000, David Geffen i Mo Ostin van fitxar a Robertson com executiu de DreamWorks Records, on va ser responsable de la contractació d'artistes com Nelly Furtado, Daniel DeBourg i Dana Glover i del desenvolupament de projectes cinematogràfics i de nous talents musicals.
El 2002 va tornar a treballar amb Martin Scorsese com a supervisor musical de la pel·lícula Gangs of New York i va publicar una edició ampliada de The Last Waltz. El 9 de febrer, va interpretar el tema «Stomp Dance (Unity)» durant la cerimònia d'obertura dels Jocs Olímpics d'Hivern a Salt Lake City (Utah).

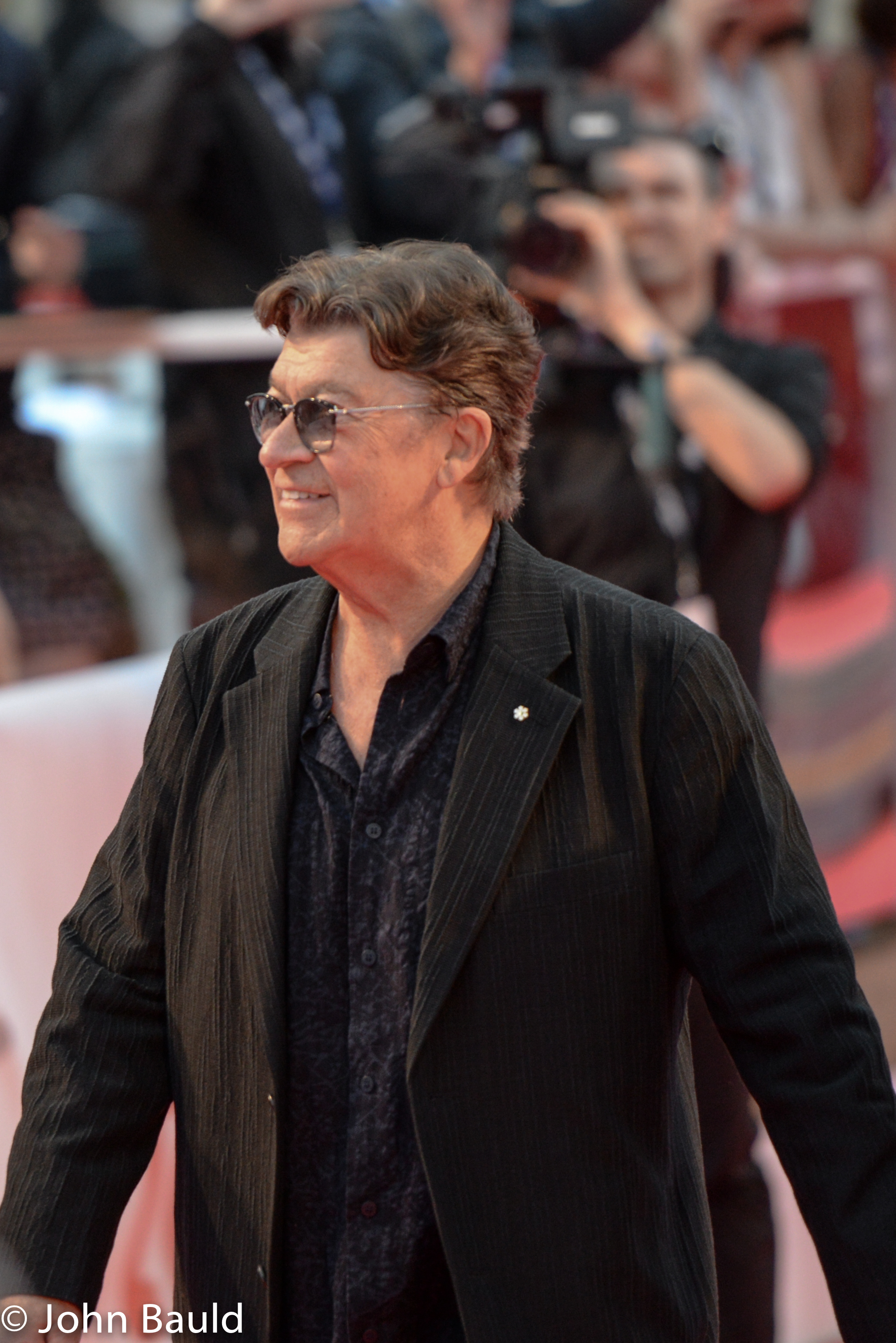
Robertson a l'estrena d'Once Were Brothers: Robbie Robertson and the Band en el Festival Internacional de Cinema de Toronto.

El 2003, va ingressar al Passeig de la fama del Canadà i va contribuir a la banda sonora de la pel·lícula Ladder 49 amb una nova composició, «Shine Your Light».
El 2005, va ser productor executiu del llançament de Musical History, una caixa recopilatòria que documenta la carrera musical de The Band des dels seus inicis amb Ronnie Hawkins fins a la sortida de Robertson l'any 1976 i que va incloure diverses cançons inèdites. A més, va col·laborar en l'àlbum de Jerry Lee Lewis Last Man Standing versionant el tema de The Band «Twilight», i va produir la banda sonora del llargmetratge de Scorsese The Departed.
El 28 de juliol de 2007, va participar en la tercera edició del Crossroads Guitar Festival interpretant el tema «Who Do You Love» al costat d'Eric Clapton. Posteriorment, va versionar la cançó «Goin' To The River» en el disc tribut a Fats Domino Goin' Home.
L'any 2008 va rebre el Grammy a la carrera artística com a membre de The Band.
L'abril de 2011, va publicar How to Become Clairvoyant, el seu primer treball discogràfic en una dècada, nascut de diverses sessions a Los Angeles al costat d'Eric Clapton. L'àlbum va comptar amb la col·laboració de músics com Steve Winwood, Trent Reznor, Tom Morello, Robert Randolph, Rocco Deluca, Angela McCluskey i Taylor Goldsmith, i va suposar l'èxit comercial més gran de Robertson en aconseguir el primer lloc de la llista d'àlbums més venuts del Canadà i el tretzè de la nord-americana Billboard 200. En la seva presentació, Robertson va interpretar el tema «He Don't Live Here No More», als programes Late Show with David Letterman de la CBS, The View de l'ABC i Later... with Jools Holland de la BBC, així com la cançó «Straight Down the Line» amb The Roots al The Tonight Show Starring Jimmy Fallon. El mateix any, Robertson va entrar al Saló de la Fama de Compositors Canadencs i va ser investit oficial de l'Orde del Canadà pel governador general David Johnston.
L'abril de 2013, va participar en la IV edició del Crossroads Guitar Festival tocant el tema «I Shall Be Released». A més, va treballar en les mescles de Live at the Academy of Music 1971, una caixa recopilatòria amb els concerts que The Band havia ofert a l'Academy of Music el desembre de 1971, i va publicar amb el seu fill Sebastian Legends, Icons & Rebels, una compilació de biografies de músics influents en la història musical com Aretha Franklin, The Beatles, Johnny Cash, Frank Sinatra i Bob Dylan, entre d'altres. Un any després, va publicar Hiawatha and the Peacemaker, un relat de tradició oral sobre el líder mohawk Hiawatha que li havien explicat en la seva infància.
Al novembre de 2016 va publicar el llibre Testimony, una autobiografia escrita durant els darrers cinc anys i editada per Crown Archetype.
El 2017 va tornar a col·laborar amb Scorsese com a productor musical executiu de la pel·lícula Silence.
El 2019 va publicar Sinematic, un nou treball musical inspirat en la seva col·laboració amb Scorsese a la pel·lícula L'irlandès. També va estrenar Once Were Brothers: Robbie Robertson and The Band, un documental de The Band basat en la seva autobiografia Testimony, en el Festival Internacional de Cinema de Toronto.

## Filmografia
- 1978: The Last Waltz (intèrpret i productor)
- 1980: Carny (actor, escriptor i compositor)
- 1980: Toro salvatge (productor musical)
- 1983: El rei de la comèdia (productor musical)
- 1986: El color dels diners (música)
- 1991: Until the End of the World (música)
- 1994: Jimmy Hollywood (compositor)
- 1995: Casino (consultor musical)
- 1995: The Crossing Guard (actor)
- 1996: Phenomenon (productor executiu)
- 1996: Dakota Exile (narrador)
- 1999: Forces of Nature (consultor creatiu de música)
- 1999: Wolves (narrador)
- 1999: Any Given Sunday (música)
- 2002: Gangs of New York (productor musical executiu)
- 2002: Skins (guionista)
- 2004: Jenifa (productor executiu)
- 2004: Ladder 49 (música)
- 2006: The Departed (productor musical)
- 2008: Mardik: From Baghdad to Hollywood (actor)
- 2009: Shutter Island (supervisor musical)
- 2009: Curse of the Axe (narrador)
- 2013: El llop de Wall Street (productor musical executiu)
- 2016: Silence (productor musical executiu)
- 2019: The Irishman (productor musical executiu)

## Premis i nominacions
| Any  | Premi                | Categoria                                                 | Treball nominat    | Resultat  |
| ---- | -------------------- | --------------------------------------------------------- | ------------------ | --------- |
| 1989 | Premis Juno          | Àlbum de l'any                                            | Robbie Robertson   | Guanyador |
| 1989 | Premis Juno          | Millor vocalista masculí                                  | Robbie Robertson   | Guanyador |
| 1989 | Premis Juno          | Artista de l'any                                          | Robbie Robertson   | Nominat   |
| 1989 | Premis Grammy        | Millor interpretació vocal de rock masculina              | Robbie Robertson   | Nominat   |
| 1992 | Premis Juno          | Millor cantant masculí                                    | Storyville         | Nominat   |
| 1992 | Premis Juno          | Millor interpretació vocal de rock solista                | Storyville         | Nominat   |
| 1992 | Premis Juno          | Millor arranjament per a àlbum                            | Storyville         | Nominat   |
| 1995 | Premis Emmy          | Outstanding Individual Achievement - Cultural Programming | Goin' Home         | Nominat   |
| 1995 | Premis Emmy          | Outstanding Individual Achievement in Music and Lyrics    | «Pray»             | Nominat   |
| 2003 | DVD Exclusive Awards | Best Àudio Commentary, Library Release                    | The Last Waltz     | Guanyador |
| 2005 | Premis Satellite     | Millor cançó original                                     | «Shine Your Light» | Nominat   |